# Tribuče
Tribuče – wieś w Słowenii, w gminie Črnomelj. W 2018 roku liczyła 317 mieszkańców.